# 常安寺 (川崎市)

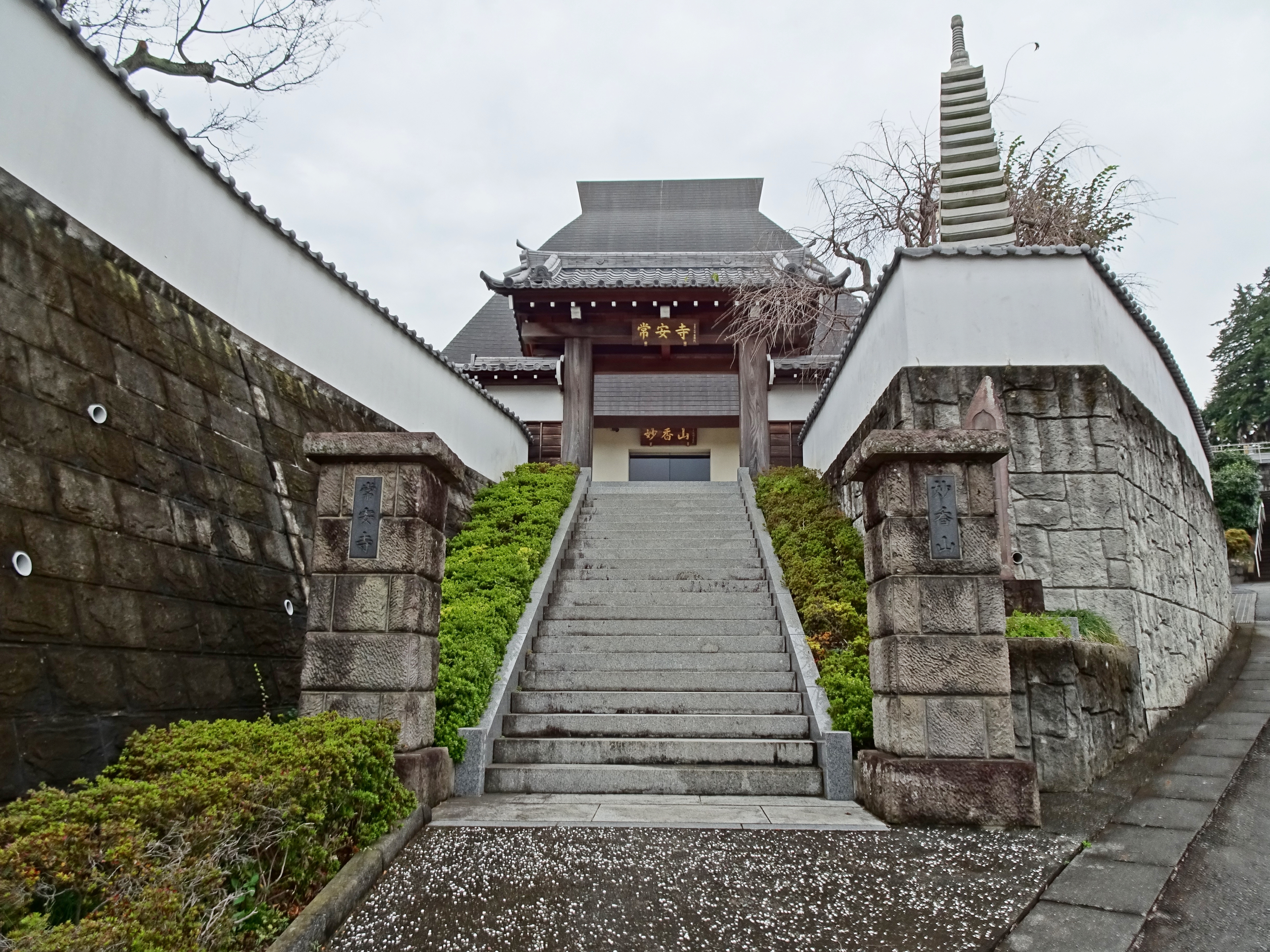
常安寺山門

常安寺（じょうあんじ）は、神奈川県川崎市麻生区上麻生にある日蓮宗の寺院。山号は妙香山。旧本山は比企谷妙本寺、池上・芳師法縁。

## 歴史
永正12年（1515年）7月当時の領主、小島佐渡守源左衛門高治（永正11年（1514年）没）が、屋敷の裏鬼門の守護として日鏡を開山に創建した。その後、天文13年（1544年）2月に再建され、慶長2年（1597年）徳川家康より番神堂領として寺領6石の朱印状を拝領した。
現在の本堂は昭和46年（1971年）日蓮聖人生誕750年記念として改築されたものである。 

## 寺名の由来
寺号の常安寺は、小島高治の法名の光照院常安から、山号の妙香山は高治の室慧性院妙香日芳（永正16年（1519年）没）に因むという。

## 境内
- 本堂

## 歴代
- 日鏡

## 関連資料
- 蘆田伊人 編『新編武蔵風土記稿』 第4巻、雄山閣、1981年3月5日。ISBN 4-639-00020-0。
  - 「上麻生村 常安寺」『新編武蔵風土記稿』 巻ノ86都筑郡ノ6、内務省地理局、1884年6月。NDLJP:763987/86。
- 麻生区観光ガイドブック（麻生観光協会）